# McKey
McKey war ein Census-designated place (CDP) im Sequoyah County im US-Bundesstaat Oklahoma. 
Laut Volkszählung im Jahr 2000 hatte er eine Einwohnerzahl von 135 auf einer Fläche von 15,4 km². Die Bevölkerungsdichte liegt bei 8,9 Einwohnern pro km². 
McKey liegt nördlich des Illinois River zwischen Salisaw im Osten und Vian im Westen an einer alten Eisenbahnlinie, der Old Osage and Arkansas Valley Railroad. Die Eisenbahn verläuft nördlich und ungefähr parallel zur Interstate 40, die etwa fünf Kilometer südlich des Ortes zwischen Eisenbahn und Illinois ungefähr in Ost-West-Richtung verläuft.
Der Ort gruppiert um sich die ehemaligen MacKey's Salt Works, einer Saline in permischen Steinsalzen. Das Salz trat in der Form von salzhaltigen Quellen an die Oberfläche und wurde dort durch Auskochen gewonnen.
Ein Postbüro für McKey existierte zwischen dem 13. März 1891 und dem 14. Juli 1928.